# صناعة صيد الأسماك في الصين

يبلغ طول الخط الساحلي للصين 14،500 كم.

الصين لديها خُمس سكان العالم وتستأثر بثلث إنتاج الأسماك المبلغ عنه في العالم وكذلك ثلثي إنتاج تربية المائيات المبلغ عنه في العالم.
وتستأثر تربية المائيات، وهي تربية الأسماك في البرك والبحيرات والخزانات، بثلثي إنتاج الصين المبلغ عنه. وبلغ المحصول الذي أبلغت عنه الصين في عام 2005 ما مقداره 32.4 مليون طن، أي أكثر من 10 أضعاف المحصول الذي أبلغت عنه الهند، الدولة المصنفة في المرتبة الثانية، التي أبلغت عن 2.8 مليون طن.
بلغت كمية الصيد التي أبلغت عنها الصين في عام 2005 من الأسماك البرية المصيدة في الأنهار والبحيرات والبحر 17.1 مليون طن، وهو ما يفوق بكثير كمية الصيد التي أبلغت عنها الولايات المتحدة، التي احتلت المرتبة الثانية، والتي بلغت 4.9 مليون طن. أسطول الصيد التجاري الصيني مسؤول عن صيد الأسماك غير المشروع وغير المبلغ عنه وغير المنظم أكثر من أي دولة أخرى.

## إحصائيات
منذ عام 2002، أصبحت الصين أكبر مصدر للأسماك والمنتجات السمكية في العالم. وفي عام 2005، بلغت قيمة الصادرات، بما فيها النباتات المائية، 7.7 مليارات دولار أمريكي، وكانت اليابان والولايات المتحدة وجمهورية كوريا هي الأسواق الرئيسية. وفي عام 2005، كانت الصين سادس أكبر مستورد للأسماك والمنتجات السمكية في العالم، إذ بلغ مجموع وارداتها 4 مليارات دولار أمريكي.
في عام 2003، قُدر الاستهلاك العالمي للفرد من الأسماك بـ 16.5 كيلوغراما، في حين بلغ الاستهلاك الصيني، استنادا إلى عائداتها المبلغ عنها، 25.8 كيلوغراما.